# Albert Nagele
Albert Nagele (Klagenfurt, 14 maart 1927 – Graz, 22 januari 1999) was een Oostenrijks componist, muziekpedagoog en hoboïst.

## Levensloop
Nagele studeerde hobo, viool en compositie aan het Kärntner Landeskonservatorium in Klagenfurt bij onder anderen Robert Keldorfer. Vervolgens studeerde hij aan de Akademie für Musik und darstellende Kunst in Wenen o.a. bij Kumesch. Verdere studies maakte hij ook in Parijs. Sinds 1946 was hij solo hoboïst in het filharmonisch orkest van Graz alsook in het operaorkest in dezelfde stad en bleef in deze functie rond 35 jaar. Hij was ook lid van het filharmonisch blaaskwintet Graz. 
Eveneens was hij docent aan de Universität für Musik und darstellende Kunst in Graz. 
Voor zijn werken werken Sonatine, voor hobo, klarinet, hoorn en fagot; Variationen über ein eigenes Thema, voor hobo, klarinet en fagot en Sinfonietta, voor hobo en strijkorkest kreeg hij respectievelijk in 1950, 1951 en 1953 de Josef-Marx-Prijs van de regering van de Oostenrijkse deelstaat Stiermarken. In 1963 werd hij voor zijn werk Zwei Quintette voor vijf blazers bekroond met de muziekprijs van de stad Graz. 
Als componist schreef hij werken voor verschillende genres.

## Composities

### Werken voor orkest
- 1947 Kleine Serenade, voor viool en orkest
- 1947 Romanze, voor orkest
- 1948 Stuk, voor piano en orkest
- 1949 Kaschubekfantasie, voor 16 instrumenten
- 1952 Meine Geige, voor viool en orkest
- 1954 Sinfonietta, voor concertante hobo, strijkorkest en pauken
- 1958 Concert in d mineur, voor hobo en strijkorkest
- 1958 Sinfonietta, voor orkest
- 1960 Tango, voor orkest
- 1960-1961 Abendimpression, voor orkest
- 1963 Concert, voor hobo, strijkorkest en slagwerk
- Adagio, voor viool en orkest
- Concert, voor oboe d'amore, althobo en kamerorkest
- Concert in A majeur, voor hobo en orkest
- Concert, voor hobo, althobo, oboe d'amore en kamerorkest
- Festlicher Auftakt, voor orkest
- Introduction, voor orkest
- Kleine Abendserenade, voor orkest
- Nocturno, voor orkest
- Rhapsodie, voor orkest
- Sandrina, intermezzo voor orkest
- Serenade, voor solostrijkers en harp
- Serenade in D majeur, voor viool en orkest
- Südliches Intermezzo, voor hobo (of althobo), hammondorgel, strijkers en slagwerk
- Symphonische Fantasie, voor 16 instrumenten
- Tango im alten Stil, voor hobo, strijkers en fagot
- Virtuoso, voor dwarsfluit en strijkorkest
- Valse cantabile, voor orkest
- Vorbeimarsch der Zinsoldaten, voor orkest
- Walzer, voor orkest

### Werken voor harmonieorkest
- 1969 Studie, voor harmonieorkest
- 1980 Recitativ und Allegro, voor harmonieorkest
- Marsch, voor harmonieorkest
- Mexikanische Serenade, voor harmonieorkest

### Vocale muziek

#### Liederen
- 1944 Friede, voor zangstem en piano - tekst: Julius Sturm
- 1944 Morgenwanderung, voor zangstem en piano - tekst: Emanuel Geibel
- 1944 Schwür, voor zangstem en piano - tekst: Richard Billinger
- 1944 Waldfriede, voor zangstem en piano - tekst: Julius Sturm
- 1945 Abendlied, voor zangstem en piano - tekst: Otto Julius Bierbaum
- 1945 Ich ruhe still, voor zangstem en piano - tekst: Gras Allmers
- Abend's, voor zangstem en piano
- Am Waldessaume träumt die Föhre, voor zangstem en piano - tekst: Theodor Fontane
- Der Fischer, voor zangstem en piano - tekst: Franz Grillparzer
- Die Kapelle, voor zangstem en piano - tekst: Ludwig Uhland
- Elfe, voor zangstem en piano - tekst: Joseph von Eichendorff
- Geh' schlafen, voor zangstem en piano - tekst: Paul Heyse
- Gute Nacht, mein Lieb, voor zangstem en piano - tekst: Edmund Lemacher
- Im Wald, voor zangstem en piano - tekst: E. Seibel
- Lied aus dem Tonfilm "Waterloo Bridge", voor zangstem en piano
- Mondnacht, voor zangstem en piano (of orkest) - tekst: Joseph von Eichendorff
- Morgen's, voor zangstem en piano
- Nun, die Schatten dunkeln, voor zangstem en piano - tekst: Emanuel Geibel
- O, traure nicht, voor zangstem en piano - tekst: Christian Morgenstern
- Trübe wird`s, voor zangstem en piano
- Wächterlied, voor zangstem en piano
- Winterzeit, voor zangstem en piano - tekst: Wilhelm Lobsien
- Zum neuen Jahr, voor zangstem en piano - tekst: Eduard Mörike

### Kamermuziek
- 1944 Strijkkwartet in Bes majeur
- 1945 Allegro moderato, voor hobo, klarinet, hoorn en fagot
- 1945 Mäßiges Tempo, voor viool en altviool
- 1946 Bergeinsamkeit
- 1946 Kleine Fantasie in Bes majeur, voor dwarsfluit, klarinet en althobo
- 1946 Langsamer Satz, voor hobo, klarinet, hoorn en fagot
- 1946 Sonate im alten Stil in d mineur, voor hobo en piano
- 1951 Rhapsody de agny
- 1951 Marsch Nr.2, voor 3 trompetten, 2 hoorns, 2 trombones en tuba
- 1952 Fanfar, voor 3 trompetten, 3 trombones, 4 hoorns, tuba en pauken
- 1960 Blaaskwintet
- 1960 Lustige Serenade, voor hobo, klarinet, hoorn en fagot
- 1960 Sonata a tre, voor dwarsfluit, oboe d'amore en slagwerk
- 1960 Sonata, voor dwarsfluit en oboe d'amore
- 1961 Duo (Divertimento), voor klarinet en cello
- 1962 Wenn die bunten Fahnen, voor 2 klarinetten, accordeon en tuba
- 1963 Blaaskwintet
- 1969 Divertimento
- 1972 Choral (Koraal), voor blaasinstrumenten
- 1972 Studie, voor blazers en pauken
- 1988 Largo, voor vier trombones en tuba
- Adagio, voor viool en piano
- Adagio molto poco sostenuto, voor een soloinstrument en piano
- Allegretto, voor een soloinstrument en piano
- Allegretto in F majeur, voor hobo en piano
- Allegro, voor viool en piano
- Allegro, voor piano en drie instrumenten
- Allegro cantabile, voor een soloinstrument en piano
- Allegro cantabile in D majeur, voor viool en piano
- Allegro con brio scherzando, voor een soloinstrument en piano
- Allegro moderato, voor hobo, klarinet, hoorn en fagot
- Andante commodo in F majeur, voor een soloinstrument en piano
- Andante con moto in A majeur, voor hobo en piano
- Andante con moto poco sostenuto, voor klarinet, hoorn en fagot
- Andante quasi Adagio, voor een soloinstrument en piano
- Andantino, voor dwarsfluit en piano
- C-dur Allegro, voor viool, altviool en cello
- c-moll Adagio, voor viool, altviool en cello
- Choral, voor koperblazers
- Choral anno 1540
- Choral, voor blaaskwintet
- Choral, voor 8 houtblazers
- Con anima espressione
- Divertimento, voor hobo en strijkkwintet
- Elegie, voor hobo en piano
- Fanfare, voor koperblazers
- Fanfare, voor 3 trompetten, 3 trombones, tuba en pauken
- Festliche Musik, voor koperblazers en pauken
- Festlicher Auftakt
- Frei im Vortrag, voor een soloinstrument en piano
- Herbstklage, voor viool en piano
- Hoch soll er leben, voor 2 saxofoons
- In der Hütten auf dem Berg, voor esklarinet, harmonica en tuba
- In guter Laune, voor hobo, klarinet, hoorn en fagot
- Intrada, voor blaaskwintet
- Juhe - Tirolerbua voor 2 klarinetten, accordeon en tuba
- Kleine Romanze, voor strijkers
- La Nymphe de Diane, voor hobo en piano
- Mama, voor dwarsfluit en hobo
- Marcia, voor dwarsfluit en klarinet
- Menuett, voor dwarsfluit en piano
- Menuett in Es majeur, voor hobo, klarinet en fagot
- Musik, voor 10 koperblazers
- Ouverture des Beherrscher des Geistes, voor koperblazers
- Rapsodie, voor koperblazers
- Rapsodie Concertant, voor hobo en piano
- Romanze, voor vier hoorns
- Schneewittchen und die sieben Zwerge
- Strijkkwartet
- Strijkkwartet in F majeur
- Stuk in G majeur, voor 2 hobo's, altfluit en 2 violen
- Studie, voor 8 houtblazers
- Trink ma noch a Flascherl, voor 2 saxofoons en harmonica
- Trio, voor hobo, klarinet en fagot
- Variaties over een eigen thema, voor hobo, klarinet en fagot
- Variationen über ein Thema: "Kinderlied", voor hobo, klarinet en fagot
- Waldandacht, voor 3 trompetten, 2 hoorns, 2 trombones en tuba
- Zwei alte Leut, voor 2 saxofoons

### Werken voor piano
- 1944 Lied ohne Worte
- 1945 Präludium in e mineur
- 1946 Meine Gedanken
- 1946 Der Traum
- 1946 Langsam, innig
- 1950 Trugbild
- Abend am
- Abschied
- Adagio molto
- Allegro ma non troppo
- Allegro moderato
- Allegro scherzando con spirito
- Allein
- Am Morgen, voor piano vierhandig
- Andante
- Ausdrucksvoll
- Breit in d mineur
- Cantabile
- Die Jagd, voor piano vierhandig
- Fließend, nicht zu schnell
- Gesangvoll in ruhiger Bewegung
- Glück auf!
- Grave in C majeur
- Humoreske
- Intermezzo
- Inventation
- Kanon in der Untersexte
- Kleine Humoreske
- Langsam in c mineur
- Lebhaft
- Lento
- Mäßig schnell - graziös in C majeur
- Meine Gedanken
- Menuett in c mineur
- Moderato, voor piano vierhandig
- Munter, nicht schnell
- Ruhig gehend, sehr ausdrucksvoll
- Serenadenanfang
- Sinkender Abend
- Ständchen
- Vision

### Werken voor accordeon
- 1966 Es gibt kein Bier
- 1966 Giri

### Werken voor hobo solo
- 1944 Romanze
- 1966 Oboe Variation
- 1973 Ornamente
- Allegretto
- Allegro
- Andante
- Hirtenweise
- Largo
- Studie
- Verbindungsübungen